# Kurigram S.
Kurigram S. är ett underdistrikt i Bangladesh. Det ligger i den norra delen av landet, 240 km norr om huvudstaden Dhaka.
Trakten runt Kurigram S. består till största delen av jordbruksmark. Runt Kurigram S. är det mycket tätbefolkat, med 1 056 invånare per kvadratkilometer.